# Gracehill Fair
Gracehill Fair è un album dei The Irish Rovers, pubblicato nel 2010. L'album e la title track prendono nome dall'annuale fiera che avviene nella contea di Antrim, in Irlanda del Nord. È stato registrato in Canada e in Irlanda. La copertina è dell'artista celtico Hamish Burgess. L'album contiene brani di bevuta, con cui la band è nota, e d'amore. L'album è stato candidato nel 2011 come album dell'anno ai Vancouver Island Music Awards in Canada e la title track ha vinto il VIMA Song of the Year award del 2011.

## Tracce
Le canzoni sono state tutte scritte da George Millar, tranne Ireland Boys Hurrah, The Boys of Killybegs (di Tommy Makem), Pretty Susan The Pride of Molyclare, The Lass with the Bonny Brown Hair, Let Him Go Let Him Tarry e i pezzi strumentali Jigs-Trotting to Larne/The Knotted Chord/The Wise Maid e Reels-Egan's Favorite/The Dawn.
1. Ireland Boys Hurrah – 2:20
2. Home to Bantry Bay (George Millar) – 3:11
3. The Dublin Pub Crawl (George Millar) – 4:28
4. The Boys of Killybegs (Tommy Makem) – 3:10
5. Pretty Susan The Pride of Molyclare – 4:22
6. Jigs-Trotting to Larne/The Knotted Chord/The Wise Maid (Arr. Wilcil McDowell) – 4:05
7. The Lass with the Bonny Brown Hair – 4:50
8. The Girls of Derry (George Millar) – 3:05
9. Let Him Go Let Him Tarry – 2:50
10. I'll Return (George Millar) – 5:02
11. Reels-Egan's Favorite/The Dawn (Arr. Wilcil McDowell) – 4:00
12. Drink, Sing and be Jolly (George Millar) – 3:48
13. Gracehill Fair (George Millar) – 3:42
14. And the Sun it Still Rises (George Millar) – 5:55